# Chellalate
Chellalate (en àrab الشلالات, ax-Xallālāt; en amazic ⵛⵍⵍⴰⵍⴰⵜ) és una comuna rural de la prefectura de Mohammédia, a la regió de Casablanca-Settat, al Marroc. Segons el cens de 2014 tenia una població total de 53.503 persones.